# Vendég a francia kastélyban
A Vendég a francia kastélyban (eredeti cím: Complètement cramé!) 2023-ban bemutatott francia–luxemburgi vígjáték filmdráma, amelyet Gilles Legardinier rendezett. A történet alapjául Legardinier 2012-ben megjelent Complètement cramé! című regénye szolgált. Ez egyben Legardinier nagyjátékfilmes rendezői debütálása is. A főbb szerepekben Fanny Ardant, John Malkovich, Émilie Dequenne, Philippe Bas, Eugénie Anselin, Al Ginter, Anne Brionne és Christel Henon látható.
Franciaországban 2023. november 1-jén mutatták be a mozikban. Magyarországon november 16-án jelent meg a Cirko Film forgalmazásában.

## Cselekmény
Andrew Blake brit üzletember nemrég vált özveggyé. Elhagyja Londont, hogy Észak-Franciaországban éljen: Úti célja az a kastély, ahol egykor megismerkedett francia feleségével, Dianával, és boldog napokat töltöttek. Ellentétben azzal, amit gondolt, a Beauvillier-birtok nem egy panzió, ahol pihenhet, hanem komornyikként kell bizonyítania, hogy a házban maradhasson. 
A különc tulajdonossal, Nathalie de Beauvillier-vel, Odile szakácsnővel, annak macskájával, Mephistóval, Philippe kertésszel és a fiatal Manon házvezetőnővel együtt élve Andrew Blake új életkedvet talál.

## Szereplők
| Szerep                  | Színész         | Magyar hang       |
| ----------------------- | --------------- | ----------------- |
| Nathalie de Beauvillier | Fanny Ardant    | Kiss Mari         |
| Mr. Andrew Blake        | John Malkovich  | Mertz Tibor       |
| Odile                   | Émilie Dequenne | Nemes Takách Kata |
| Philippe Magnier        | Philippe Bas    | Debreczeny Csaba  |
| Manon                   | Eugénie Anselin | Dobó Enikő        |
| Richard Ward            | Al Ginter       | Rosta Sándor      |
| Melissa Ward            | Anne Brionne    | Kiss Erika        |
| Mme Berliner            | Christel Henon  | Csere Ágnes       |

### Magyar változat
- Bemondó: Galambos Péter
- Magyar szöveg: Pallinger Emőke
- Hangmérnök és vágó: Schmidt Zoltán
- Gyártásvezető: Masoll Ildikó
- Szinkronrendező: Kemendi Balázs
- Produkciós vezető: Jávor Barbara

A szinkront a Direct Dub Studios készítette el.

## A film készítése
A gyártás 2022 februárjában kezdődött.
A forgatás Bretagne-ban, Château du Bois-Cornillé-ban, Vitrében, Ille-et-Vilaine-ben és Londonban zajlott. A film utómunkálatai 2022 májusában kezdődtek.

## Bemutató
A Vendég a francia kastélyban amerikai premierje a Newport Beach-i filmfesztiválon volt 2023. október 17-én. 2023. november 1-jén mutatták be a francia mozik. A filmet a lengyelországi 15. Francia Filmfesztiválon is vetítették 2024. június 7-én, At Your Service, Madam címmel.

### Bevételi adatok
A film 2,8 millió dolláros bevételt hozott Franciaország, Spanyolország, Magyarország, Csehország, Szlovákia, Bulgária, Litvánia, Lengyelország, Portugália, Ausztrália és Új-Zéland területein.

### Fogadtatás
Általánosságban pozitív véleményeket kapott a kritikusoktól. A Rotten Tomatoes weboldalon 89%-os értékelést kapott 9 kritika alapján.